# جواد كاظم
جواد كاظم هو صحفي عراقي يعمل لصالح قناة العربية الفضائية. ولد في 1966 ودرس الاقتصاد والإدارة. تم محاولة اغتياله في 18 جوان 2005 وهو يعمل حاليا مقعدا على كرسي. كان قد عمل مذيعا في الإذاعة والتلفزيون العراقي منذ عام 1989 قبل أن يصبح مراسلا صحفيا.

## محاولة اغتياله
ظهر السبت يوم 18 -6- 2005 في بغداد غادر جواد كاظم مكتب قناة العربية في بغداد متجها إلى حي الكرادة ليتناول طعام غدائه. عندما غادر المطعم كانت مجموعة مسلحة تنتظره وقام أحد أفرادها بوضع مسدس في رأسه وطلب منه السير معهم، فرفض الدخول إلى سيارتهم فوضع المسدس في منطقة قلبه ومرت الرصاصة خلف قلبه واتجهت إلى العمود الفقري وكسرت فقرتين وأضرت بالحبل الشوكي مما أصابه بالشلل. أطلق المسلح رصاصة أخرى في الوجه وثالثة بذراعه والرابعة في الهواء".
تبين بعد إجراء عملية له وجود شظية متبقية من الرصاصة تحصر الحبل الشوكي فيما كانت الصور الشعاعية تشير في البداية إليها على أنها كتل من الدم.
تكفل حمدان بن زايد آل نهيان نائب رئيس مجلس الوزراءبنفقات علاجه وأرسل له طائرة إسعاف من العراق إلى الأردن حيث عولج.
يقيم حاليا في دبي حيث يوجد مقر القناة ويقدم نشرتي إخبار مسائيتين أسبوعيا.

## مصدر
1. 1 2 3  جواد كاظم.. انتصر على الإرهاب بتقديم الأخبار على كرسي متحرك من موقع العربية (تم التصفح في 14 مارس 2008) نسخة محفوظة 04 مارس 2016 على موقع واي باك مشين.